# جون روز
جون روز (بالإنجليزية: John Rose) (24 ديسمبر 1853 في المملكة المتحدة - 6 نوفمبر 1920 في المملكة المتحدة) هو لاعب كريكت بريطاني (وحمل سابقاً جنسية المملكة المتحدة لبريطانيا العظمى وأيرلندا). لعب مع نادي مقاطعة سري للكريكت ‏.

## وصلات خارجية
- جون روز على موقع إي آس بي آن كريك إنفو (الإنجليزية)